# Селичівська сільська рада
| Селичівська сільська рада — колишній орган місцевого самоврядування у Баришівському районі Київської області з адміністративним центром у с. Селичівка. Історична дата утворення: в 1995 році. Водоймища на території, підпорядкованій даній раді: річка Ільта. Сільській раді підпорядковані населені пункти: - с. Селичівка |

## Склад ради
Рада складається з 14 депутатів та голови.

### Керівний склад ради
| ПІБ                           | Основні відомості                                                                  | Дата обрання | Дата звільнення |
| ----------------------------- | ---------------------------------------------------------------------------------- | ------------ | --------------- |
| Дорошенко Ольга Володимирівна | Сільський голова, 1952 року народження, освіта, член Соціалістичної партії України | 26.03.2006   | 31.10.2010      |
| Кубрак Неоніла Петрівна       | Сільський голова, 1956 року народження, освіта вища, член Партії регіонів          | 31.10.2010   |                 |

Примітка: таблиця складена за даними джерела

## Населення
За переписом населення України 2001 року в сільській раді мешкали 1102 особи.

### Мова
Розподіл населення за рідною мовою за даними перепису 2001 року:
| Мова       | Відсоток |
| ---------- | -------- |
| українська | 97,54 %  |
| російська  | 1,82 %   |
| молдовська | 0,27 %   |
| білоруська | 0,09 %   |
| інші       | 0,28 %   |